# هوس الحساب
هوس الحساب  (بالإنجليزية: Arithmomania)‏ هو حالة من حالات السلوك القهري التي يمكن أن ينظر لها على أنها أحد أشكال الاضطراب النفسي في الاضطراب الوسواسي القهري
(OCD). يعاني الأفراد المصابون بهذا الاضطراب من حاجة ملحّة تدعوهم إلى إحصاء أفعال وتصرفات معينة أو عد الأشياء في محيطهم. يمكن لعملية العد والإحصاء أن تتم جهراً أو خفية.
من أمثلة ذلك عد درجات السلم أو الأدراج عند الصعود والهبوط، أو عد الخطوات عند المشي، أو عد مرات التنفس وما إلى ذلك.

## اقرأ أيضاً
- سلوك قهري